# Ар'єрсцена
Ар'єрсцена — спеціальний простір позаду основного сценічного майданчика, який є його продовженням, створюючи у глядача ілюзію великої глибини і виконуючи функцію резерву для розміщення театральних декорацій.
У сучасній театральній архітектурі ар'єрсцена традиційно виконується просторою вшир і вглиб, служачи платформою для маневрування пересувними фурками зі змонтованим на них антуражем. Верхня частина ар'єрсцени як правило оснащується колосниками, освітлювальною апаратурою і підйомною механізацією для спуску і зняття декорацій.